# Chang Hui-yin
Chang Hui-yin (張慧瑛T, Zhāng HuìyīngP; Taipei, 20 marzo 1974) è un'ex cestista e allenatrice di pallacanestro taiwanese.

## Carriera
Con Taiwan ha disputato i Campionati mondiali del 2002.